# 希爾卡坎查山
10°30′03″S 76°48′25″W / 10.50083°S 76.80694°W
希爾卡坎查山（Hirka Kancha），是秘魯的山峰，位於該國中南部利馬大區，由奧永省的奧永區負責管轄，屬於安地斯山脈的一部分，海拔高度5,000米。